# Констанције Гал
Флавије Клаудије Констанције Гал (лат. Flavius Claudius Constantius Gallus; око 325/326—354) или краће Констанције Гал (лат. Constantius Gallus), био је савладар нижег ранга, цезар, римског цара Констанција II. Констанције Гал је од 351. до 354. био савладар августа Констанција и зет, а погубљен је по августовом наређењу услед сумње да тежи узурпацији царског положаја.
Гал је рођен око 325/6. у браку Јулија Констанција, сина Констанција I Хлора, и његове прве супруге Гале. Доцније се Јулије Констанције оженио по други пут и добио сина Флавија Клаудија Јулијана, будућег цара Јулијана Отпадника. Јулије Констанције је тако био полубрат цара Константина, а његови синови су били браћа од стрица Константиновим синовима Константину II, Констанцију II и Констансу I.
После Константинове смрти 337. године римска војска у Константинопољу се побунила и побила све мушке припаднике споредних грана Константинове династије. Јулије Констанције је такође убијен, док су његови синови Гал и Јулијан остављени у животу. Гал је наиме био тешко болестан, тако да се није очекивало да ће преживети, док је Јулијан био премлад. Констанције II је дечаке прво поверио бризи утицајног епископа Евсевија Никомедијског, а после Евсевије смрти послати су на царско имање Мацел у Кападокији где су живели у некој врсти кућног притвора.
Када је у то време бездетном Констанцију 351. затребао представник династије на истоку позвао је Гала у Сирмиј и прогласио га за свог цезара. Након тога се цезар Констанције Гал са својом невестом Константином упутио у Антиохију, а Констанције II се упустио у поход на запад против узурпатора Магненција. Ипак, поред Константине, Констанције је новог цезара окружио сопственим пробраним људима који је требало да га контролишу. Галова владавина истоком почела је успешно суровим гушењем устанка Јевреја 351. или 352. године. Када је у Антиохији избила глад, Гал је похапсио локалне сенаторе и осудио их на смрт пошто су као велепоседници манипулисали ценама жита. Сенатори су на крају поштеђени, али је незадовољна светина на Галов подстрек убила намесника Сирије Теофила. Констанције је затим послао у инспекцију преторијанског префекта Домицијана који је Гала у августово име позвао у Италију. Цезар је узвратио тако што је подбунио војнике који су убили и Домицијана и још неколико царских чиновника. Када је у Тиру у Феникији откривен тајно припремљени царски пурпурни огртач Гал је организовао суђење и погубио локалног намесника. Констанције је после низа сумњивих дешавања на истоку успео да дозове цезара Гала 354. године. Константина, која је кренула прва свом брату је умрла у путу, а Гал је још више продубио августову подозривост свечаним уласком у Цариград и организацијом коњских трка на градском хиподрому. Током дањег пута на запад Гал је постепено лишен војне пратње, а затим и ухапшен у Петовиону (данас Птуј у Словенији) и убијен у Пули. По Либанију и Јовану Зонари главни кривац за Галову смрт био је Констанцијев злобни коморник и близак саветник, евнух Еусебије.
Константина и Гал су, према Јулијановим речима (Писмо Атињанима, 272D.), имали једну ћерку о чијој даљој судбини нам ништа даље није познато.